# Douglas Clifton Brown (1er vicomte Ruffside)
Pour les articles homonymes, voir Brown.
Cet article possède un paronyme, voir Douglas Brown.
Douglas Clifton Brown, 1er vicomte Ruffside, né le 16 août 1879 à Horsham dans le Sussex et mort le 5 mai 1958, est un homme d'État britannique.

## Biographie
Il est le cinquième des neuf enfants du colonel James Clifton Brown, député libéral de Newbury dans les années 1870. Éduqué au collège d'Eton, Douglas Clifton Brown étudie au Trinity College de l'université de Cambridge, où il obtient un diplôme de Maîtrise en Arts en 1905,.
Il interrompt brièvement ses études en 1902 pour entrer dans l'armée, et est déployé à la seconde guerre des Boers comme sous-lieutenant dans le 1er régiment des King's Dragoon Guards, régiment de cavalerie. Durant la Première Guerre mondiale, il est capitaine dans ce même régiment. Candidat pour le Parti conservateur, il est élu député de la circonscription de Hexham à la Chambre des communes du Royaume-Uni aux élections législatives de décembre 1918. Il perd son siège au profit du candidat libéral Victor Finney aux élections de décembre 1923, mais le retrouve à celles d'octobre 1924. Il y sera réélu continuellement jusqu'à sa retraite en 1951,,.
Vice-président de la Chambre des communes à partir de 1938, il en devient le président en 1943, élu par ses pairs à la mort d'Edward FitzRoy. Il préside ainsi la Chambre durant la fin de la Seconde Guerre mondiale, puis durant la période du gouvernement travailliste de Clement Attlee, qui met en place l'État-providence. Il quitte cette fonction au moment des élections législatives de 1951, auxquelles il ne se présente pas. Comme le veut la coutume pour un président sortant de la Chambre des communes, il est alors anobli, étant fait 1er vicomte Ruffside, et obtient un siège à la Chambre des lords. Il semble n'y avoir pris la parole qu'une seule fois, en juillet 1952, où il exprime son soutien à la proposition de création d'une fédération de Rhodésie et du Nyassaland, à condition que la majorité noire de la population puisse l'approuver par référendum. Il meurt en mai 1958, à l'âge de 78 ans. Il a une fille mais aucun fils, et puisqu'à cette date les femmes ne peuvent siéger à la Chambre des lords, son titre de vicomte s'éteint avec lui. En 1965 toutefois, sa fille Audrey sera faite pair à vie, devenant l'une des premières femmes à la Chambre et y siégeant sans étiquette. Harry Hylton-Foster, l'époux d'Audrey, sera président de la Chambre des communes de 1959 à 1965,.